# Durchwahl
Eine Durchwahl oder österreichisch Klappe ermöglicht, eine Nebenstelle einer Telefonanlage über öffentliche Telefonnetze direkt zu erreichen, statt am Abfrageplatz vermittelt zu werden. Die Durchwahl bildet den Abschluss einer Rufnummer. 
Englische Bezeichnungen für Durchwahl sind direct dial in (DDI) und direct inward dial (DID).
Die Zuordnung von Durchwahlen zu Nebenstellen erfolgt durch entsprechende Programmierung der Telefonanlage. Im deutschsprachigen Raum wird in der Regel die Durchwahl 0 für den Abfrageplatz verwendet. Wenn man mehrstellige Durchwahlen vergeben kann, verzichtet man mit jeder einstelligen Durchwahl allerdings auf alle mehrstelligen Durchwahlen, die mit der jeweiligen Ziffer beginnen. 
In Deutschland wird jedem Anlagenanschluss eine Basisrufnummer (zum Beispiel 1234) und ein Rufnummernblock mit mindestens zehn ein- bis fünfstelligen Durchwahlen (zum Beispiel 0 bis 29) zugewiesen. Geschrieben werden Durchwahlen oftmals der DIN 5008 folgend mit einem Bindestrich vom Rest der Rufnummer abgesetzt. In dieser Schreibweise ist die Durchwahl deutlich erkennbar, beispielsweise bei der Rufnummer 1234-14 die Durchwahl 14. International ist diese Schreibweise nicht üblich. Nach der Empfehlung E.123 der Internationalen Fernmeldeunion sollten keine Symbole eingesetzt werden, um Durchwahlen hervorzuheben. 
In Österreich wird eine Durchwahl in der Telefonvermittlung auch als Klappe bezeichnet. Der Begriff stammt von der optischen Signalisierung bei einem Klappenschrank.
Im Unterschied zu Deutschland werden keine Rufnummernblöcke vergeben, die Anzahl und Länge der Durchwahlen sind Sache des Endkunden, der seinen Rufnummernplan damit flexibel gestalten kann. Einzig durch die Richtlinie E.164 ist die gesamte Länge der Rufnummer inklusive Vorwahl (ohne die Verkehrsausscheidungsziffer 0) und Durchwahl auf 13 Stellen begrenzt.
Für einen Primärmultiplexanschluss wird üblicherweise eine verkürzte Rufnummer (um 2 Stellen) vergeben, damit sind entsprechend mehr Durchwahlen möglich.
In Tschechien haben alle durchwahlfähigen Nebenstellen in einer Telefonanlage die gleiche Nummerlänge. Die Vermittlung erreicht man durch Wahl entsprechender Anzahl von Einsen. Zum Beispiel: werden in einer Telefonanlage vierstellige Nebenstellennummern verwendet, so hat die Vermittlung die Nummer 1111.